# Csepregi György (motorcsónak-versenyző)
Csepregi György (Budapest, 1952 –) magyar motorcsónak-versenyző.
Édesapja a kétszeres hatnapos győztes legendás motorversenyző, id. Csepregi György.
Első sikereit O-350 majd O-500 kategóriákban szerezte. Többszörös magyar bajnok, Európa-bajnok és Világkupa győztes.
Ő volt az első magyar Formula–1-es motorcsónak versenyző.
Egy ideig a Magyar Motorcsónak Szövetség szövetségi kapitánya.
A Vízügyi Sport Klub örökös tagja.
1992-ben visszavonult, és saját motorcsónak szervizét üzemelteti.